# Сиврюк, Иван Поликарпович
Иван Поликарпович Сиврюк (16 мая 1921 — 9 января 1986) — командир пулемётного взвода 269-го стрелкового полка 136-й Киевской стрелковой дивизии 70-й армии 2-го Белорусского фронта, младший лейтенант. Герой Советского Союза.

## Биография
Родился 15 мая 1921 года в селе Ганусовка ныне Новопсковского района Луганской области. Работал в колхозе, а затем гальваником в авиамастерских.
В Красной Армии с мая 1940 года. Окончил школу младших авиаспециалистов. Участник Великой Отечественной войны с июня 1941 года. Воевал в ВВС Черноморского флота, на Сталинградском, Донском, 1-м и 2-м Белорусском фронтах.
В ночь на 19 апреля 1945 года во главе десантной группы форсировал Ост-Одер у населённого пункта Шённинген Каменец, южнее города Щецын, Польша и захватил остров посередине реки. Группа не только сорвала попытки врага вернуть остров, но и, преодолев Вест-Одер, захватила плацдарм на его левом берегу. В ходе боев группа отразила 7 атак и удержала рубеж до подхода подкрепления.
29 июня 1945 года за образцовое выполнение боевых заданий командования и проявленные при этом мужество и героизм младшему лейтенанту Сиврюку Ивану Поликарповичу присвоено звание Героя Советского Союза с вручением ордена Ленина и медали «Золотая Звезда».
С 20 августа 1965 года капитан И. П. Сиврюк в запасе по болезни. Жил и работал в городе Чернигов. Умер 9 января 1986 года.

## Память
- Мемориальная доска герою установлена на мемориальном комплексе славы в городе Златоуст Челябинской области.

Мемориальная доска в городе Златоуст Челябинской области